# Ујмиште
Ујмиште или Ујамиште (алб. Ujmishti) је село  и бивша општина у округу Кукес, на сјевероистоку Албаније. Дио је Тедрине у области Љума.
Године 2011. село је имало 1797 становника.
Иван Јастребов је записао да је у његово вријеме Ујмиште имало 140 кућа. О називу села је записао да су му људи из тог краја причали да се то село звало Ујамиште. По њима, назив је добио по томе што је од старине, код тог села на Дриму, постојало неколико воденица (млинова) гдје се мљело жито. Ујмиште је од ријечи ујам (српски) која означава дио брашна који зе даје у замјену за мљевење, тј. закуп воденице. Ујмити, унајмити.  Грбаљски законик из 1427. године у 61. члану спомиње ујам. И један пријелаз на Дриму у области Задрима носи српско име за млин, Вау-и-Мулинавет. Пријелаз је био близу села Балдрена и водио је до воденице (мулинавет значи млин, воденица, а вау је на албанском пријелаз, од латинског douane-царина или српског дијељење) . Ујмиште се у доба Јастребова дијелило на четири рејона: Скавица, Ђокај, Ђонај (каже се и Маљченај) и Домај. Скавица је у Тедрини, тј. са исте стране Дрима. У њој је тада остала само једна куа, док је овдје заиста било село Ујмиште. Јастребов претпоставља да у том селу треба видјети Флавија Комнина Umenestria и Vumanastia. Исти Флавије Комнин је и код Диканжа. Константина Кастриота назива Meserechus (Задримљанин?). Предио иза Дрима на сјеверозападној страни, тамо гдје је Пострипа, Арнаути зову Мазреково. Навјероватније се и на арнаутском предио звао Тедрина, гдје су Серој (Serina) и Ујмиште. Узевши да је у Ујмишту стара Umenestia, у Сроју (Serine) Кастриоти су имали своје посједе, па такође тиме се објашњава да се зато прозвало Масреком, јер су та имања била у Масреци, Тедрини, Задрими. Пошто је Константин Кастриот био владар Серине, Костура и Вуменестрије, ово посљедње село је свакако било близу Серине. По Макушеву Мат и Vumanastia су исто. Љумски крај код села Ујмишта је прије 200 година, од Јастребовог времена, имао пашњаке који су припадали селу Скавици тј. Ујмишту. Село је увијек било спојено мостом преко Дрима. Мост је тада био дрвени, а Дрим ту није широк.
Из овог села је поријеклом и призренски Махмуд-паша Ротља (Ротуловић). Тај паша још себе није сматрао Арнаутином, боље је говорио српски него арнаутски. Нема ни 100 година од Јастребовог доба како се Љума почела поарнаућивати. 